# Engelsød-familien
Engelsød-familien (Polypodiaceae) er kendetegnet ved at have krybende jordstængler med enkeltvis siddende, fjersnitdelte blade. Sporehushobene (sori) er uden slør. Her nævnes kun eneste slægter, som ses i Danmark.
| Slægter |

- Engelsød (Polypodium) (vildtvoksende)
- Hjortetakbregne (Platycerium)

## Rødlistede arter
- Campyloneurum oellgaardii
- Ceradenia melanopus
- Ceradenia semiadnata
- Leptochilus cantoniensis
- Micropolypodium aphelolepis
- Polypodium latissimum
- Polypodium quitense[1]

## Note
1. ↑  IUCNs rødliste over planter